# Sibyl Buck
Sibyl Buck (ur. 27 maja 1972 w Wersalu) – amerykańska gitarzystka basowa i była modelka francuskiego pochodzenia.
Jedna z najwyższych modelek w branży (183 cm wzrostu). Rozpoczęła karierę jako modelka w Stanach Zjednoczonych w 1992 roku. Pierwszym zleceniem jakie otrzymała, była sesja zdjęciowa dla francuskiego wydania Marie Claire. Na międzynarodowym wybiegu zadebiutowała w Paryżu w kolekcji Thierry'ego Muglera. W ciągu kolejnych kilku lat pojawiała się na wybiegach u: Chanel, Givenchy, Yves Sainta Laurenta, Chloé, Karla Lagerferda, Johna Galliano, Emanuel Ungaro, Sonii Rykiel, Vivienne Westwood, Jean-Paul Gaultiera, Alexandra McQueena, Hervé Leger, Issey Miyake. Przez wiele lat była główną modelką na pokazach Rifata Ozbeka.
Początkowo jej image był raczej zachowawczy, Sybil nosiła długie brązowe włosy. Niedługo potem ufarbowała włosy na rudy i przekłuła sobie uszy i nos licznymi kolczykami. Na pewien czas ogoliła też głowę.
Po zakończeniu kariery modelki w 1998 urodziła dziecko. Potem zaczęła grać na gitarze basowej w kilku grupach rockowych, w Champions of Sound z Chrisem Traynorem (Orange 9mm, Helmet) i w Quicksand. Obecnie gra w zespole Josepha Arthura The Lonely Astronauts.
Sybil zagrała sekretarkę Jeana-Baptiste'a Emanuela Zorga w filmie Piąty element.